# Speed of flow
「Speed of flow」（スピード・オブ・フロウ）は、THE RODEO CARBURETTORの3枚目のシングル。2008年2月14日にエピックレコードジャパンから発売された。

## 概要
テレビ東京系アニメ「銀魂」エンディング・テーマ。アニメのエンディングではエリザベスがバイクで走行するというものになっている。タイアップ獲得という甲斐もあり、THE RODEO CARBURETTORとしては唯一のオリコンチャート100位入りとなった。初回仕様は、『銀魂』オリジナル・スーパークリア・アナザージャケットとなっている。

## 収録内容
| 全作詞・作曲: 鍛冶毅、全編曲: THE RODEO CARBURETTOR。 |                                                                      |        |            |      |
| #                                                     | タイトル                                                             | 作詞   | 作曲・編曲 | 時間 |
| 1.                                                    | 「Speed of flow」(テレビ東京系アニメ『銀魂』第8期エンディングテーマ) | 鍛冶毅 | 鍛冶毅     | 3:50 |
| 2.                                                    | 「Adventure Boy」                                                    | 鍛冶毅 | 鍛冶毅     | 2:45 |
| 3.                                                    | 「Horizon」                                                          | 鍛冶毅 | 鍛冶毅     | 3:33 |
| 合計時間:                                             | 合計時間:                                                            | 10:08  |            |      |

## 収録アルバム
- 『rowdydow』（2008年11月5日）
- オムニバス『銀魂BEST』（2009年3月25日）